# Dobârceni
Dobârceni is een Roemeense gemeente in het district Botoșani.
Dobârceni telt 2867 inwoners.